# Тираспольский монетный двор
Тира́спольский моне́тный дво́р — приднестровский монетный двор, расположен на электроаппаратном заводе в столице Приднестровья Тирасполе. Основан в 2005 году.

## История
До создания собственного монетного двора приднестровские монеты чеканились в Польше.
К 15-летию выпуска в обращение первых приднестровских денег указом президента ПМР было образовано государственное учреждение «ГОЗНАК». На него возложены следующие функции: реализация государственной политики в области производства денежных знаков, ценных бумаг, государственных знаков и документов с высокой степенью защиты. С баланса Приднестровского Республиканского банка монетному двору передано всё предназначенное для выпуска денег оборудование. Действует он при электроаппаратном заводе. У «ГОЗНАКА» и завода один директор.

## Выпускаемые монеты
Монетный двор чеканит монеты достоинством 5, 10, 25, 50 копеек. До 2009 года чеканилась монета номиналом 1 копейка. Также ПРБ выпускает юбилейные монеты номиналами 25 и 50 из биметалла белого цвета, 5, 15, 20 и 100 рублей из серебра 925-й пробы, 15 и 20 рублей из золота 999-й пробы.
| Изображение | Номинал   | Диаметр | Гурт    | Реверс | Аверс | Материал             |
| ----------- | --------- | ------- | ------- | --- | --- | -------------------- |
|             | 1 копейка | 16 мм   | гладкий | в центре отчеканена цифра «1», обрамленная колосьями пшеницы. Под номиналом расположена надпись «КОПЕЙКА» | в центре расположен государственный герб ПМР, обрамленный по кругу надписью «Приднестровская Молдавская Республика». Под гербом расположен год образца выпуска. | алюминиевый сплав    |
|             | 5 копеек  | 18 мм   | гладкий | в центре отчеканена цифра «5», обрамленная колосьями пшеницы. Под номиналом расположена надпись «КОПЕЕК»  | в центре расположен государственный герб ПМР, обрамленный по кругу надписью «Приднестровская Молдавская Республика». Под гербом расположен год выпуска.         | алюминиевый сплав    |
|             | 10 копеек | 20 мм   | гладкий | отчеканена цифра «10», обрамленная колосьями пшеницы. Под номиналом расположена надпись «КОПЕЕК»          | в центре расположен государственный герб ПМР, обрамленный по кругу надписью «Приднестровская Молдавская Республика». Под гербом расположен год выпуска.         | алюминиевый сплав    |
|             | 25 копеек | 17 мм   | гладкий | в центре отчеканена цифра «25», обрамленная лавровым венком. Под номиналом расположена надпись «КОПЕЕК»   | в центре расположен государственный герб ПМР, обрамленный по кругу надписью «Приднестровская Молдавская Республика». Под гербом расположен год выпуска.         | медно-цинковый сплав |
|             | 50 копеек | 19 мм   | гладкий | в центре отчеканена цифра «50», обрамленная лавровым венком. Под номиналом расположена надпись «КОПЕЕК»   | в центре расположен государственный герб ПМР, обрамленный по кругу надписью «Приднестровская Молдавская Республика». Под гербом расположен год выпуска.         | медно-цинковый сплав |